# Are You Experienced
Are You Experienced? és l'àlbum debut dels Jimi Hendrix Experience, publicat l'any 1967. Aquest àlbum establí a Hendrix com un dels artistes de rock més importants de la seva època, gràcies a la seva innovadora tècnica i ús del feedback. És sovint considerat un dels millors i més importants àlbums en la història del rock. L'any 2003, la revista Rolling Stone situà aquest àlbum en la posició 15 de la seva llista dels 500 millors àlbums de tots els temps.

## Història
Després d'arribar a Anglaterra el setembre de 1966 i sota l'assessorament de Chas Chandler, Hendrix formà The Jimi Hendrix Experience amb Mitch Mitchell a la bateria i Noel Redding al baix. El grup va editar tres senzills que tingueren molt d'èxit a Anglaterra: "Hey Joe"/"Stone Free" (desembre de 1966), "Purple Haze"/"51st Anniversary" (març de 1967) i "The Wind Cries Mary"/"Highway Chile" (maig de 1967). Al mateix temps, la banda va gravar l'àlbum amb Chas Chandler com a productor. Després de publicar-se a Anglaterra el maig del mateix any sense els tres senzills, Are You Experienced i The Jimi Hendrix Experience es convertiren ràpidament en una sensació a Europa, i l'àlbum arribà a la segona posició en les llistes britàniques (superat únicament per Sgt. Pepper's Lonely Hearts Club Band dels Beatles.

## Llista de cançons
Totes les cançons van ser escrites per Jimi Hendrix, excepte on "Hey Joe", que fou escrita per Billy Roberts. Les versions britànica i estatunidenca de "Red House" són diferents versions.

### Edició britànica
| Edicions del Regne Unit i internacional Primera cara: 1. "Foxy Lady" – 3:22 2. "Manic Depression" – 3:46 3. "Red House" – 3:53 4. "Can You See Me" – 2:35 5. "Love or Confusion" – 3:17 6. "I Don't Live Today" – 3:58 Segona cara: 1. "May This Be Love" – 3:14 2. "Fire" – 2:47 3. "Third Stone from the Sun" – 6:50 4. "Remember" – 2:53 5. "Are You Experienced?" – 4:17 Reedició de MCA de 1997 1. "Hey Joe" – 3:30 2. "Stone Free" – 3:36 3. "Purple Haze" – 2:51 4. "51st Anniversary" – 3:15 5. "The Wind Cries Mary" – 3:20 6. "Highway Chile" – 3:32 | Edició estatunidenca Primera cara: 1. "Purple Haze" – 2:46 2. "Manic Depression" – 3:46 3. "Hey Joe" – 3:23 4. "Love or Confusion" – 3:15 5. "May This Be Love" – 3:14 6. "I Don't Live Today" – 3:55 Segona cara: 1. "The Wind Cries Mary" – 3:21 2. "Fire" – 2:34 3. "3rd Stone from the Sun" – 6:40 4. "Foxey Lady" – 3:15 5. "Are You Experienced?" – 3:55 Reedició de MCA de 1997 1. "Stone Free" – 3:35 2. "51st Anniversary" – 3:15 3. "Highway Chile" – 3:32 4. "Can You See Me" – 2:32 5. "Remember" – 2:48 6. "Red House" – 3:51 | Edició d'Alan Douglas de 1993 1. "Hey Joe" – 3:34 2. "Stone Free" – 3:39 3. "Purple Haze" – 2:54 4. "51st Anniversary" – 3:18 5. "The Wind Cries Mary" – 3:24 6. "Highway Chile" – 3:35 7. "Foxey Lady" – 3:22 8. "Manic Depression" – 3:46 9. "Red House" – 3:53 10. "Can You See Me" – 2:35 11. "Love or Confusion" – 3:17 12. "I Don't Live Today" – 3:58 13. "May This Be Love" – 3:14 14. "Fire" – 2:47 15. "Third Stone from the Sun" – 6:50 16. "Remember" – 2:53 17. "Are You Experienced?" – 4:17 |

## Personal

### The Jimi Hendrix Experience
- Jimi Hendrix: guitarra, veu i piano
- Noel Redding: baix i cors
- Mitch Mitchell: bateria

### Producció i remasterització
- Chas Chandler: productor
- Eddie Kramer, Mike Ross i Dave Siddle: enginyer
- Janie Hendrix i John McDermott, Jr.: supervisors de remasterització
- Eddie Kramer i George Marino: remasterització
- Bruce Fleming, Harry Goodwin i Bobby Terry: fotografia
- Dave Marsh: notes